# Jerome Lowenthal
Pour les articles homonymes, voir Lowenthal.
Jerome Lowenthal (né le 11 février 1932 à Philadelphie, États-Unis) est un pianiste classique américain.
Il a fait ses débuts à l'âge de 13 ans avec le Philadelphia Orchestra.

## Biographie

### Études et prix
Lowenthal a étudié avec Olga Samaroff à Philadelphie, William Kapell et Eduard Steuermann à la Juilliard School à New York et Alfred Cortot à l'École normale de Musique de Paris grâce à une Bourse Fulbright. Lors de son séjour en Europe il a remporté des prix aux concours internationaux Reine-Élisabeth de Bruxelles (1960), Ferruccio Busoni à Bolzano et au Festival de Darmstadt. Il fut ensuite professeur à l'Académie Rubin de Jérusalem durant trois ans avant de rentrer aux États-Unis.

### Concerts
Lowenthal s'est produit avec les plus grands orchestres symphoniques américains comme le Chicago Symphony, le Boston Symphony, le Los Angeles Philharmonic, le Cleveland Orchestra et d'autres. La liste des chefs sous la direction desquels il a joué est importante : Daniel Barenboïm, Leonard Bernstein, Antal Doráti, Carlo Maria Giulini, Zubin Mehta, Pierre Monteux, Eugene Ormandy, Seiji Ozawa, Leopold Stokowski et Klaus Tennstedt.
Il est reconnu comme un spécialiste de Franz Liszt et Piotr Ilitch Tchaïkovski, et plus généralement de la musique virtuose et romantique tardive. Ses enregistrements comportent entre autres l'intégrale des concertos de Liszt avec le Vancouver Symphony Orchestra et l'intégrale des concertos de Tchaïkovski avec le London Symphony Orchestra. Il a également créé et enregistré le Troisième concerto de Liszt, récemment redécouvert, avec le New York Philharmonic.

### Enseignement
Il est professeur à la Juilliard School de New York (New York) depuis 1991, où il fut également doyen de la faculté de piano. Depuis 1970, il est titulaire de la chaire d'enseignement du piano au Festival d'été de la Music Academy of the West à Montecito. Il est fréquemment invité en tant que membre de jurys de concours internationaux de piano.

## Discographie
- Pyotr Il'yich Tchaikovsky, Concertos pour piano n°2 et n° 3 avec le London Symphony Orchestra sous la direction de Sergiu Comissiona, Arabesques Recordings, 1993
- Franz Liszt, œuvres pour piano et orchestre avec le Vancouver Symphony Orchestra sous la direction de Sergiu Comissiona, Music & Arts Program, 2006
- Béla Bartók, œuvres pour piano, Pro-Piano Records, 1998
- Ned Rorem: Eleven Studies for Eleven Players; Piano Concerto in Six Movements, First Édition, 2004|